# Ливийско-турецкие отношения
Ливийско-турецкие отношения — двусторонние дипломатические отношения между Ливией и Турцией. 

## История
В середине XVI века Османская империя завоевала прибрежные районы Ливии и оказала большое влияние на общество этой страны. Османская Триполитания обладала большой степенью автономии, хотя и отличалась нестабильностью.
В XVIII веке Ахмед Караманли основал династию правителей Караманли, которая управляла Ливией под контролем Османской империи. Под его правлением Ливия стала одной из самых процветающих частей Османской империи. Однако, его нелояльность вызывала враждебность у османов. Его преемники не были столь же успешными, как Ахмед, и династия начала терять влияние в конце XVIII века, а Берберийские войны, начатые Соединёнными Штатами Америки, обеспечили полный крах династии Караманли.

### XX век
После окончания Итало-турецкой войны (1911—1912) Ливия перешла под итальянский контроль. В 1947 году Турция и Ливия восстановили свои связи. В 1951 году было основано Королевство Ливия, которое поддерживало теплые отношения с Турцией.
В 1969 году в Ливии произошел бескровный военный переворот, когда король Мухаммад Идрис ас-Сануси находился в Анкаре для прохождения лечения. Мухаммад Идрис ас-Сануси осудил военный переворот, но ему не хватило влияния чтобы вернуть власть. Король Ливии жил в изгнании до 1983 года. Скончался в Каире.
После падения династии Сануситов ливийско-турецкие отношения были основаны на военном сотрудничестве. Во время турецкого вторжения на Кипр Муаммар Каддафи разрешил поставлять турецким военным запасные части к американским самолетам, так как на Турцию было наложено эмбарго США на поставки оружия. Однако, Муаммар Каддафи поддерживал создание независимого Курдистана, что серьёзно испортило отношения с Анкарой. В 2011 году этот факт был подтвержден Джавадом Меллой, председателем Курдского национального конгресса в изгнании.

### XXI век
Из-за того, что Муаммар Каддафи поддерживал стремление курдов к независимости, в 2011 году Турция стала одной из первых стран, немедленно разорвавших связи с Ливией после начала гражданской войны в этой стране и потребовала от Каддафи оставить власть и жить в изгнании. Муаммар Каддафи отказался оставить должность, и Турция с июля 2011 года начала оказывать помощь оппозиционной Национально-освободительной армии Ливии и Переходному национальному совету Ливии. После отстранения от власти и гибели Муаммара Каддафи, Турция вместе с Катаром сыграла важную роль в продвижении исламистского правительства в Ливии, что встретило сопротивление со стороны сил, подконтрольных фельдмаршалу Халифу Хафтару.
С началом второй фазы гражданской войны в Ливии Турция продолжила поддерживать признанное ООН правительство национального согласия в Триполи и выступила против Палаты представителей Ливии в Тобруке. Последовательная антитюркская позиция Халифа Хафтара способствовала росту враждебности между Турцией и правительством в Тобруке, а также тем, что Турция поставляет оружие и боеприпасы правительству в Триполи.
Вице-президент Турции Фуат Октай косвенно обвинил Халифа Хафтара в продолжающихся беспорядках и установлении препятствий мирному процессу, и покинул конференцию ради мира в Ливии в ноябре 2018 года. Халиф Хафтар продолжил противостоять президенту Турции Реджепу Тайипу Эрдогану, вооружённые силы из Тобрука, часто захватывали турецкие корабли, поставляющие оружие в Триполи.
После наступление на Триполи в апреле 2019 года Турция выразила глубокую обеспокоенность и осудила действия Халифа Хафтара за дестабилизацию обстановки в Ливии. В ноябре 2019 года Турция заявила, что подписала соглашение с международно признанным правительством Ливии о морских границах в Средиземном море в дополнение к соглашению о безопасности и военном сотрудничестве. Это соглашение было опротестовано как нелигитимное правительствами Египта и Греции и было охарактеризовано географическим абсурдом, поскольку Турция сознательно игнорирует греческие острова, в особенности остров Крит, расположенные между Турцией и Ливией. С аналогичным заявлением выступил Парламент Ливии и Хафтар.
В 2019 году ООН сообщила, что Иордания, Турция и Объединённые Арабские Эмираты систематически нарушают эмбарго на поставки оружия в Ливию. Добавив, что поставки оружия происходят регулярно и эти страны не прилагают особых усилий, чтобы скрыть происхождение боеприпасов. Кроме того, Ливийская национальная армия обвинила турецкие власти в поддержке террористических групп в Ливии в течение многих лет, добавив, что поддержка Турции трансформировалась из материально-технической поддержки в прямое вмешательство с использованием военных самолетов для перевозки наемников, а также кораблей с оружием, поставке бронированных транспортных средств и боеприпасов для поддержки терроризма в Ливии. Эти обвинения были сделаны после того, как про-хафтарские силы потеряли в боях контроль над стратегическим городом Гарьян. В ответ на поражение Халиф Хафтар, которого поддерживают Объединённые Арабские Эмираты и Египет, ответил угрозами в адрес Турции и пообещал атаковать все турецкие корабли и компании, запретить авиаполёты в эту страну и арестовывать граждан Турции в Ливии. Данные обвинения Халифа Хафтара после потери Гарьяна были опровергнуты как Правительством национального согласия, так и властями города.
2 января 2020 года Великое национальное собрание Турции одобрило законопроект о развертывании войск в Ливии для поддержки признанного ООН правительства после того, как силы, лояльные Халифу Хафтару начали наступление по всей линии фронта. Законопроект был принят большинством голосов, однако точные детали военной кампании не были раскрыты. 6 января 2020 года турецкие войска начали размещаться в Ливии. 8 января 2020 года после переговоров в Стамбуле, президент Турции Реджеп Тайип Эрдоган и президент России Владимир Путин призвали все стороны конфликта в Ливии объявить об установлении режима прекращении огня с 12 января 2020 года.

## Дипломатические представительства
- Ливия имеет посольство в Анкаре[23].
- Турция содержит посольство в Триполи[24].

Турция назначила посла в Триполи 2 сентября 2011 года. 25 июля 2014 года посольство приостановило деятельность по причинам безопасности. Посольство возобновило деятельность в январе 2017 года.
Действуют консульства Турции в Бенгази и Мисурате.

## Экономическое сотрудничество
| Год  | Экспорт Турции | Экспорт Ливии | Объём |
| ---- | -------------- | ------------- | ----- |
| 2014 | 2 060          | 249           | 2 309 |
| 2015 | 1 420          | 196           | 1 616 |
| 2016 | 906            | 161           | 1 067 |
| 2017 | 880            | 248           | 1 128 |
| 2018 | 1 498          | 367           | 1 865 |

Экспорт Ливии: нефтепродукты, золото, алюминий
Экспорт Турции: мебель, текстиль, ковры, драгоценности
Действует совместная комиссия в сфере экономики.

## Гуманитарное сотрудничество
В Ливии действует представительство Турецкого агентства по сотрудничеству и координации (TIKA). Представительство осуществляет проекты в сфере здравоохранения, профессионального обучения, аграрном секторе.
Представительством построен и открыт Физиотерапевтический Центр. 

## В сфере туризма
В 2017 году 99 395 граждан Ливии посетили Турцию. В 2018 году их число составило 188 312 чел.